# Misodendrum
Misodendrum é um género de hemiparasitas que crescem como visco em várias espécies de Nothofagus. As suas espécies estão todas restritas à América do Sul. O nome do género está incorretamente escrito de várias maneiras, incluindo Misodendron e Myzodendron.

## Espécies
Em Maio de 2015 a lista de plantas aceita as seguintes espécies:
- Misodendrum angulatum Phil.
- Misodendrum brachystachyum DC.
- Misodendrum gayanum Tiegh.
- Misodendrum linearifolium DC.
- Misodendrum macrolepis Phil.
- Misodendrum oblongifolium DC.
- Misodendrum punctulatum Bancos ex DC.
- Misodendrum quadriflorum DC.